# SEAT Mii Electric
SEAT Mii Electric egy akkumulátoros elektromos kisautótípus, melyet 2019-től 2020-ig gyártottak.

## A modell története és leírása
A SEAT Mii Electricet először 2019 júniusában mutatták be Oslóban. Ez a spanyol márka első sorozatgyártású elektromos autója. Vizuálisan úgy néz ki, mint a 2011-től 2019-ig gyártott belső égésű motoros modell. Csak a műszerfalat alakították át – a légkondicionáló panelt és az okostelefon-tartót.

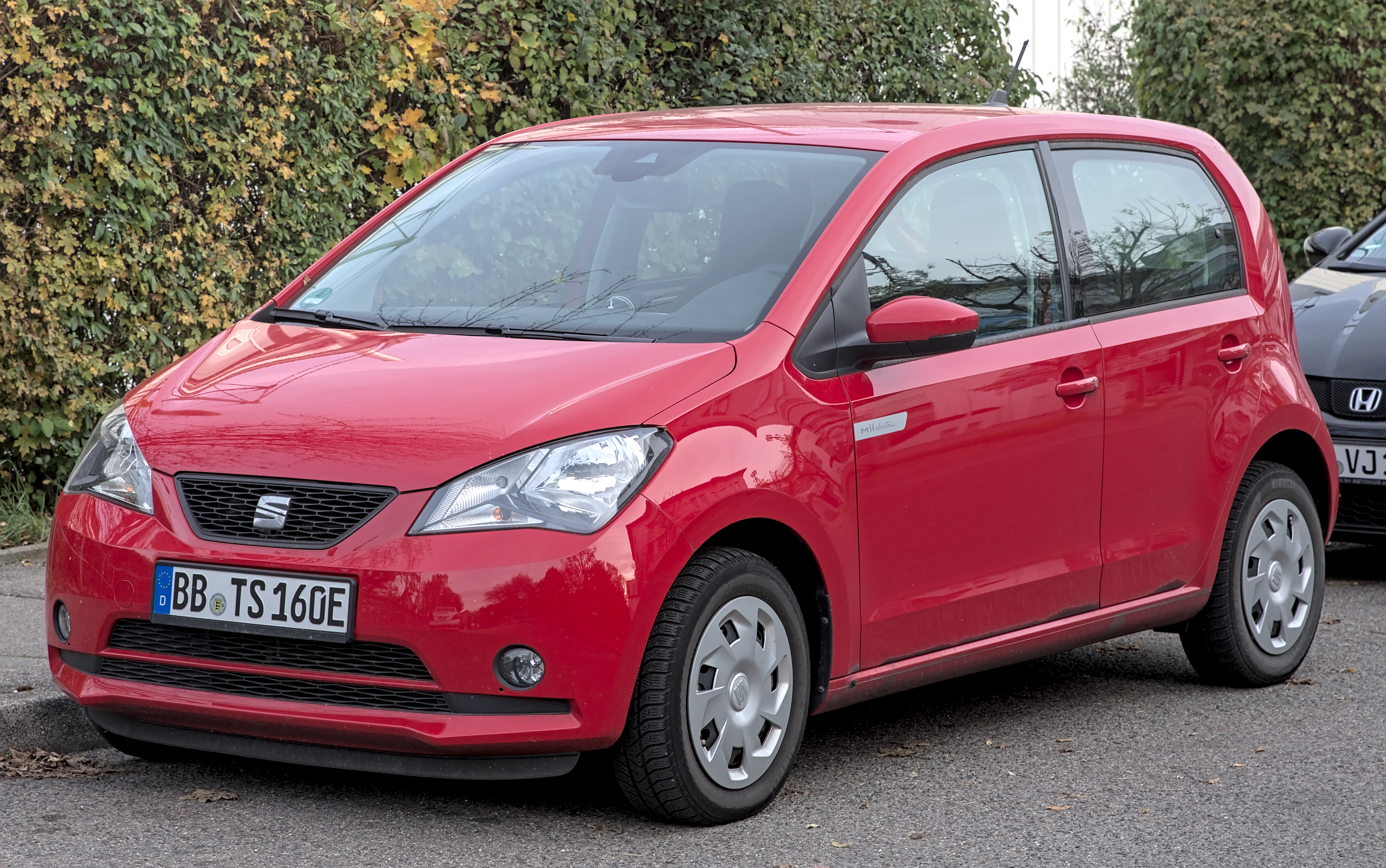
Elölnézetből
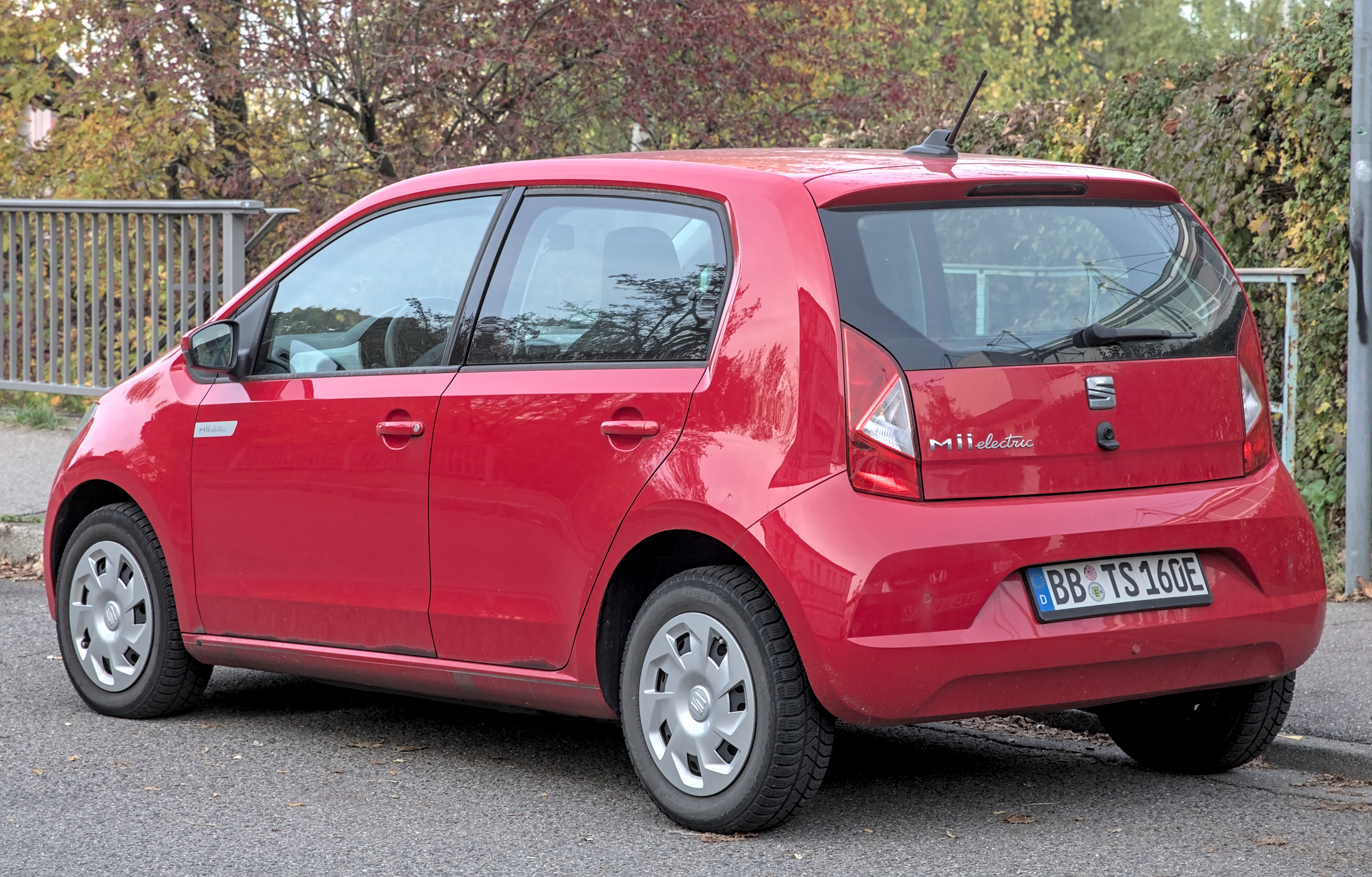
Hátulnézetből
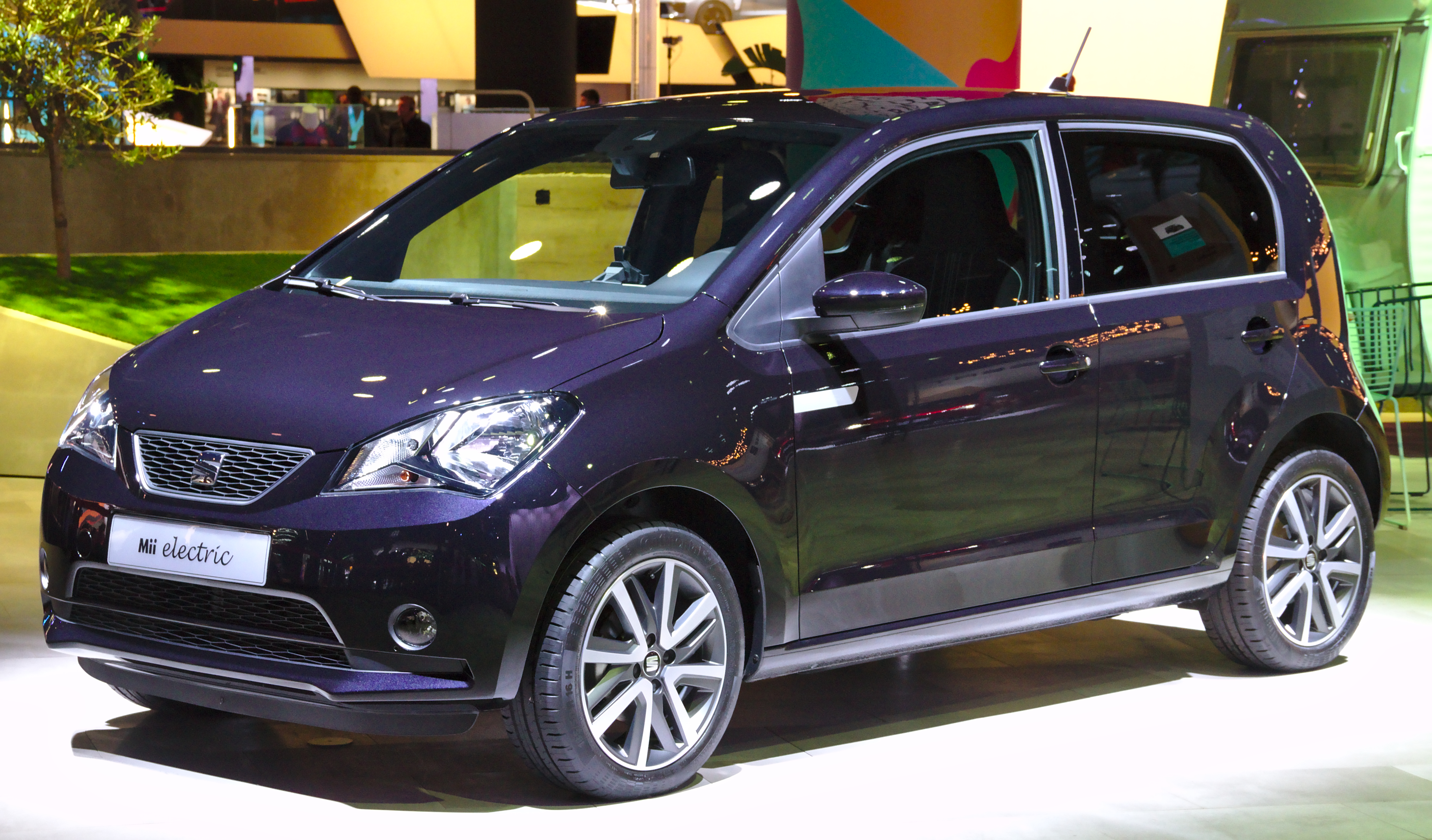
Elölnézetből
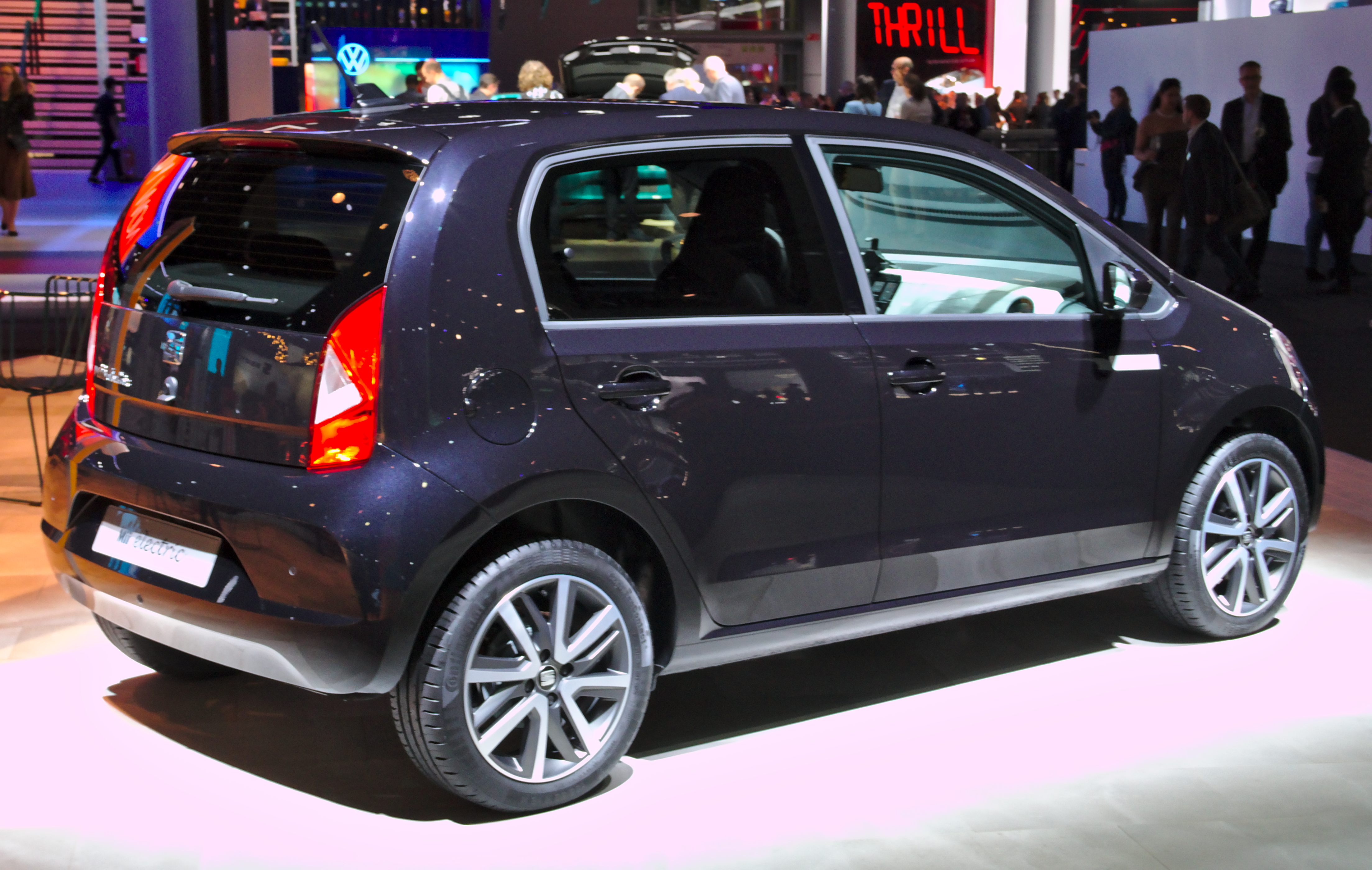
Hátulnézetből
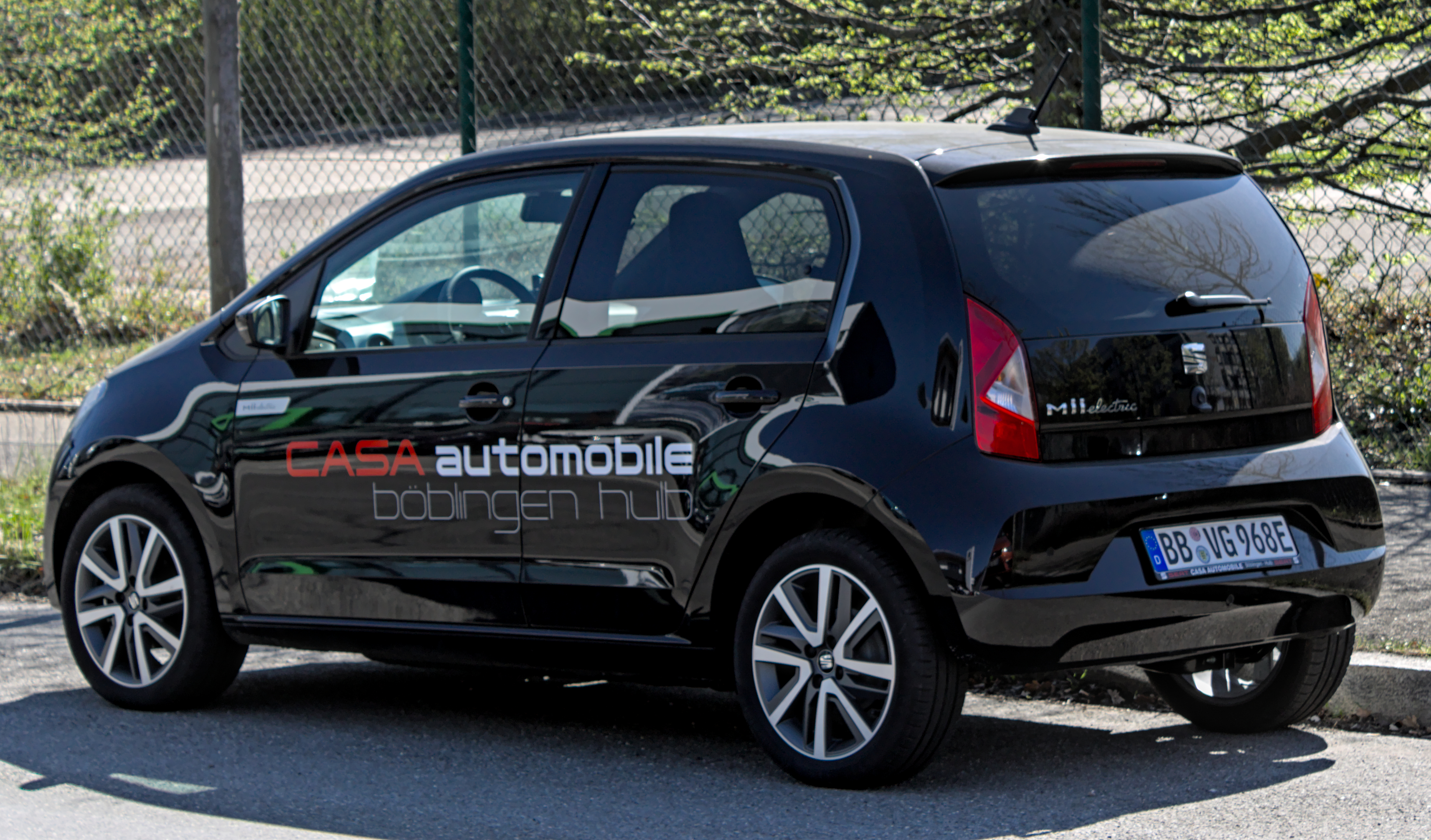
Hátulnézetből

### Műszaki adatok
Műszaki szempontból viszont a meglévő klasszikus változatot felváltó elektromos változat teljesen új autó. Az autót 82 lóerős elektromos rendszer hajtja, maximális forgatónyomatéka 210 Nm. Az akkumulátor kapacitása 36,8 kWh, a maximális hatótáv 260 km.

### Értékesítés
A SEAT Mii Electric ikertestvére a Volkswagen e-up! és a Škoda Citigo-e iV, amelyek ugyanazzal az elektromos hajtásrendszerrel vannak felszerelve. A Škoda és a SEAT modell gyártása 2019 szeptemberében indult.

## Fordítás
Ez a szócikk részben vagy egészben  a   SEAT Mii Electric című lengyel Wikipédia-szócikk ezen változatának fordításán alapul.  Az eredeti cikk szerkesztőit annak laptörténete sorolja fel. Ez a jelzés csupán a megfogalmazás eredetét és a szerzői jogokat jelzi, nem szolgál a cikkben szereplő információk forrásmegjelöléseként.